# مله خان
مله خان، روستایی از توابع بخش مرکزی شهرستان دلفان در استان لرستان ایران است. این روستا دارای تپه های باستانی و درخت های چنار بسیار قدیمی است که متأسفانه به علت بی توجهی اهالی و مسئولین در حال نابودی هستند. این روستا محل زندگی زکی خان شهریاری بوده است و همچنین فرزندان عارف خوشنام سید ملا عباس موسوی (از نوادگان ملا نوشاد ابوالوفایی) در این روستا زندگی می‌کرده اند، که اکنون در شهرستان کوهدشت سکونت دارند.

## جمعیت
این روستا در دهستان میریگ جنوبی قرار دارد و براساس سرشماری مرکز آمار ایران در سال ۱۳۸۵، جمعیت آن ۷۹۴ نفر (۱۸۱خانوار) بوده‌است.